# Georg Thielen

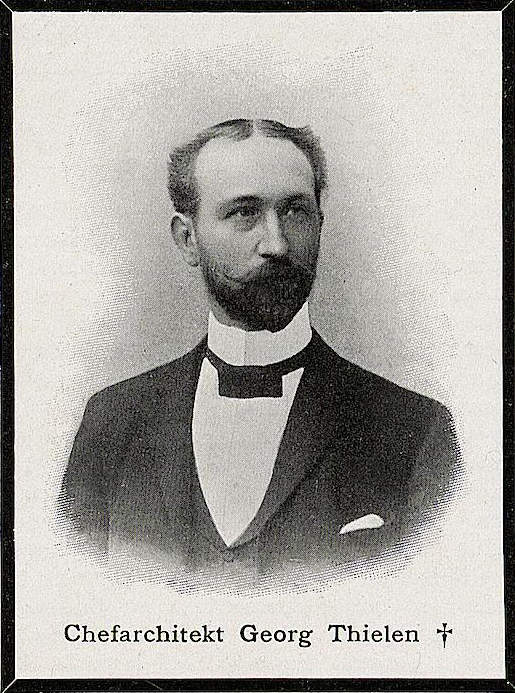
Georg Thielen, Chefarchitekt der Industrie- und Gewerbeausstellung Düsseldorf 1902

Georg Thielen (* 7. März 1853 in Leer; † 19. Februar 1901 in Kassel-Wilhelmshöhe) war ein deutscher Architekt und Kunstgewerbler.

## Leben und Wirken
Georg Thielen war der Sohn eines Eisenbahningenieurs. Er besuchte eine Schule in Hannover und studierte am dortigen Polytechnikum von 1871 bis 1874 Architektur bei Conrad Wilhelm Hase. Anschließend ging er nach Hamburg und arbeitete im Büro von Wilhelm Hauers. Ab 1876 arbeitete er anderthalb Jahre in Hannover und kehrte anschließend nach Hamburg zurück. Hier erhielt er eine Stelle bei Franz Andreas Meyer und gestaltete die Hamburger Wallanlagen mit. Meyer wurde einer der Freunde und Förderer Thielens.
1881 machte sich Thielen selbstständig und beteiligte sich von 1885 bis 1888 an der Gestaltung der Fassaden der Speicherstadt. Er war am Bau mehrerer Privat- und Geschäftshäuser beteiligt und entwarf 1887/1888 die Badeanstalt „Alsterlust“ an der Außenalster. Thielen galt als äußerst guter Zeichner und beteiligte sich an vielen Architektenwettbewerben. 1888 erstellte er Pläne für eine Insel in der Alster, die für den Besuch des Kaisers errichtet werden sollte. Diese Pläne wurden jedoch nicht ausgeführt. 1890 entwarf er das Titelblatt der Publikation Hamburg und seine Bauten. 1895 lieferte er Pläne für ein 50 Meter hohes Bismarck-Denkmal, das in Blankenese gebaut werden sollte. 1898 gewann Thielen den zweiten Preis bei einem Wettbewerb zur Neugestaltung der Umgebung des Kaiser-Wilhelm-Denkmals auf dem Rathausmarkt.
1889 realisierte Thielen das Hauptgebäude der Gewerbe- und Industrieausstellung, wodurch er überregionale Bekanntheit erlangte. Zudem lieferte er die Pläne für die Ausstellungshalle der Allgemeinen Gartenbau-Ausstellung, die 1897 in Hamburg stattfand. Thielen entwarf den deutschen Schifffahrtspavillon für die Weltausstellung Paris 1900, danach das städtebauliche Ausstellungskonzept für die Industrie- und Gewerbeausstellung Düsseldorf 1902 sowie deren Hauptindustriehalle. In Hamburg arbeitete er für die HAPAG und Albert Ballin und entwarf Schiffsausstattungen und die Auswandererhallen auf der Veddel, die 1901 fertiggestellt wurden. Zudem erstellte er den preisgekrönten Wettbewerbsentwurf für die Erlöserkirche Borgfelde, deren Bauausführung er jedoch nicht mehr erlebte.

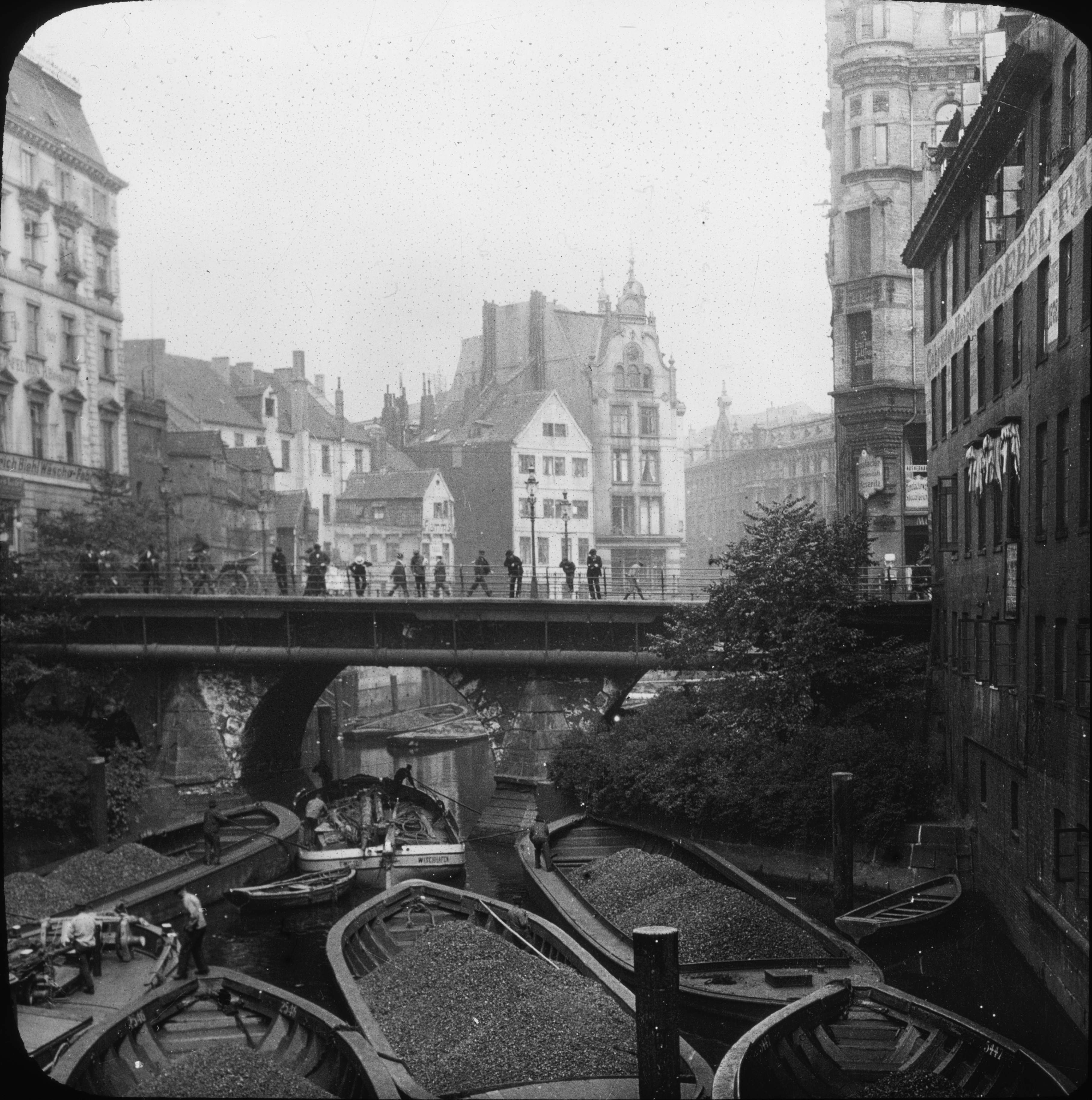
Thielens Volks-Kaffee- und Speise-Halle beim Pferdeborn am Bleichenfleet in Hamburg (mit Triforium im weißen Giebel), 1906

Georg Thielen starb aufgrund eines kurz zuvor festgestellten Nervenleidens in der Nervenheilanstalt Wilhelmshöhe. Sein Büro übernahm 1901 Gustav Blohm. Die Bauleitung der „Industrie- und Gewerbeausstellung Düsseldorf 1902“ übernahmen Josef Kleesattel und Adolf Schill im Ehrenamt. Die Hamburger Kunsthalle zeigte im selben Jahr Entwürfe zahlreicher nicht ausgeführter Projekte Thielens. Seit 1948 erinnert die Georg-Thielen-Gasse in Winterhude an den Architekten und Kunstgewerbler.